# West Tripura
West Tripura är ett distrikt i Indien.   Det ligger i delstaten Tripura, i den östra delen av landet, 1 500 km öster om huvudstaden New Delhi. Antalet invånare är 1 725 739. Arean är 984 kvadratkilometer. West Tripura gränsar till Dhalai.
Terrängen i West Tripura är huvudsakligen platt, men österut är den kuperad.
Följande samhällen finns i West Tripura:
- Agartala
- Barjala
- Rānīr Bāzār
- Sonāmura